# Wydrynka
Wydrynka (ukr. Видринка) – rzeczka, dopływ rzeki Słucz w gminie Ludwipol (ukr. Sosnove), powiecie Kostopol, w obwodzie rówieńskim.
Źródła jej znajdują się ok. 3 km na północ od wsi Moczulanka, w okolicach dawnej wsi Mokre (dzisiaj „uroczysko Jakubówka”).
Wzdłuż jej biegu znajdowały się przed 1945 rokiem m.in. wsie: Huta Bystrzycka, Bronisławka, Trubińskie Futory i Niemylnia (gwar. Niemilja lub Niemila).
Wpada do Słuczy zaraz za dawną wsią Niemylnia (dzisiaj „uroczysko Niemylnia”), ok. 2 km na północ od istniejącej miejscowości Bystrzyce.